# Agustín Sancho
Agustín Sancho Agustina, född 18 juli 1896 i Benlloch, död 25 augusti 1960 i Barcelona, var en spansk fotbollsspelare.
Sancho blev olympisk silvermedaljör i fotboll vid sommarspelen 1920 i Antwerpen.